# إنسان فلوريس
إنسان فلوريس أو إنسان قزم (بالإنجليزية: Homo floresiensis)‏ هو نوع من جنس هومو عاش في جزيرة فلوريس الاندونيسية حتى 12 الف سنة خلت قبل أن ينقرض. عرف باسم الإنسان القزم بسبب قصر قامته الشديد حيث كان طوله 1.1 متر وعثر عليه في عام 2003.
تم استعادة هياكل عظمية غير كاملة لـ 9 أفراد بما في ذلك جمجمة كاملة يشار إليها برمز (LB1). خضعت هذه البقايا لبحوث مكثفة من أجل تحديد ما إذا كانت تمثل نوعًا مختلفًا عن البشر الحديثين على الرغم من أنّ الغالبية من الباحثين أجمعت على أن هذه البقايا تمثل نوعًا مختلفا بسبب الاختلافات الجينية والتشريحية.
اعتبرت هذه الكائنات الشبيهة بالبشر في الأصل مميزة لبقائها حتى العصور الحديثة نسبيًا حتى نحو 12.000 سنة قبل الميلاد، لكن دراسة طبقات الصخور والتسلسل الزمني قد حددت تاريخ آخر لوجودها منذ 50000 سنة مضت. إنَّ مكونات الهياكل العظمية مؤرخة الآن ضمن فترة 60000 إلى 100000 سنة، وإنَّ الأدوات الحجرية المستردة من جوانب البقايا العظمية تعود لفترة بين 50000 و 190000 سنة.

## ماتا مينج
تم اكتشاف أسنان وفك جزئي لشبيه الإنسان الذي يفترض أنه من أسلاف انسان فلوريس في عام 2014 وتم وصفهما في عام 2016. هذه البقايا هي من موقع في فلوريس يسمى ماتا مينج يقع على بعد نحو 74 كم من ليانغ بوا. يرجع تاريخها إلى حوالي 700000 عام مضت وهي أصغر من الحفريات اللاحقة.

## التصنيف
اقترح العالم مايك موروود وآخرون في عام 2004 أنَّ مجموعة متنوعة من المواصفات الأساسية والمتغيرة تصنف هؤلاء الأفراد على أنهم ينتمون إلى نوع جديد يدعى انسان فلوريس ضمن فرع أشباه البشر، والتي تشمل جميع الأنواع التي ترتبط ارتباطًا وثيقًا بالبشر أكثر من الشمبانزي. اقترح المكتشفون ايضًا بناءً على التقديرات التاريخية السابقة أنَّ انسان فلوريس عاش مع البشر الحديثين في فلوريس.
ذكرت دراستان تتعلقان بتركيب العظام نشرتا في عام 2007 أدلة لدعم أنواع انسان فلوريس. خلصت دراسة أجريت على ثلاثة عظام من رسغ اليد إلى وجود اختلافات عن العظام الرسغية للبشر المعاصرين وتشابه مع تلك الموجودة في الشمبانزي أو أشباه البشر الاوائل مثل أسترالوبيثكس. وخلصت دراسة أجريت على عظام ومفاصل الذراع والكتف والأطراف السفلية أيضًا إلى أنّ انسان فلوريس يشبه البشر الأوائل وغيرهم من القردة أكثر من البشر المعاصرين. قدم منشور عن تحليل التصنيف التفرعي في عام 2009 ودراسة تتعلق بمقارنة قياسات الجسم مزيدًا من الدعم لفرضية أنَّ انسان فلوريس والانسان الحديث العاقل نوعان منفصلان.
نُشر في عام 2015 نتائج تحليل بايزي، والذي استخدم أكثر من 300 خاصية شكلية لبقايا أشباه البشر. لم يكن التحليل قادرًا على التمييز بين نسل أشباه البشر الاوائل المختلفة، ولكن كان التشابه الأكبر بين انسان فلوريس مع أسترالوبيثكس سيديبا والإنسان الماهر والانسان المنتصب، مما أثار احتمال أن أسلاف انسان فلوريس غادروا إفريقيا قبل ظهور الإنسان المنتصب، ربما كانوا أول البشر الذين تطوروا بشكل أكبر في قارة آسيا.
اقترح فان دن بيرغ وعلماء آخرون في عام 2016 فرضية الاشتقاق عن مجموعة من الإنسان المنتصب الذين وصلوا إلى فلوريس منذ حوالي مليون سنة (كما هو موضح من أقدم القطع الأثرية الموجودة في الجزيرة) وسرعان ما أصبح انسان فلوريس قزمًا.
يشير تحليل النشوء والتطور الذي نُشر في عام 2017 إلى أنَّ انسان فلوريس كان ينحدر من نفس الجد (من المفترض أنه أسترالوبيثيسين) مثل الإنسان الماهر مما يجعله نوعًا شقيقًا للإنسان الماهر أو على الأقل إلى الإنسان العاقل أو الإنسان العامل أو الإنسان المنتصب. يفترض على أساس هذا التصنيف أنَّ انسان فلوريس يمثل هجرة غير مفهومة ومبكرة جدًا من إفريقيا. ذكر استنتاج مشابه في دراسة جرت عام 2018 عن تأريخ القطع الحجرية الأثرية التي عثر عليها في شانغشن في وسط الصين قبل 2.1 مليون عام.

## الاكتشاف
تم اكتشاف العينات في جزيرة فلوريس الإندونيسية في عام 2003 من قبل فريق من علماء الآثار الأستراليين والإندونيسيين الذين كانوا يبحثون عن أدلة على الهجرة البشرية الأصلية للإنسان العاقل من آسيا إلى أستراليا. لم يتوقعوا العثور على نوع جديد وفوجئوا باستعادة هيكل عظمي كامل تقريبًا لشبيه انسان أطلقوا عليه اسم (LB1) نسبة لاكتشافه داخل كهف ليانغ بوا. وجدت الحفريات اللاحقة سبعة هياكل عظمية إضافية، مؤرخة في البداية لأزمنة بين 38000 إلى 13000 سنة مضت. يعود عمر عظم الذراع لإنسان فلوريس منذ 74000 عامًا. لم تكن العينات متحجرة وقد تم وصفها بأنها « ... تشبه ورق التنشيف المبلل.» وبمجرد كشف العظام كان لا بد من تركها حتى تجف قبل ازالتها.
توجد ادوات حجرية ذات حجم مناسب لاستعمال الإنسان الذي يبلغ طوله 3 أقدام أيضًا على نطاق واسع في الكهف. تعود الأدوات لفترات مؤرخة من 95000 إلى 13000 عام مضت وترتبط (موجودة في نفس الطبقة) بفيل منقرض يدعى ستيجودون (كان واسع الانتشار في جميع أنحاء آسيا خلال العصر الرباعي) ويفترض أن يكون فريسة لـ (LB1). وصل الإنسان العاقل إلى المنطقة قبل نحو 50000 عام، في الوقت الذي يعتقد أن إنسان فلوريس قد انقرض. تشير مقارنات القطع الحجرية الأثرية مع تلك التي صنعها الإنسان الحديث في منطقة تيمور الشرقية إلى العديد من أوجه التشابه التقني.
تم الكشف عن انسان فلوريس في 28 أكتوبر / تشرين الأول عام 2004 وسُمي باسم الهوبيت تبعا للعرق الخيالي الذي اشتهر من كتاب (الهوبيت) للكاتب جون تولكين. تم تصنيفه في البداية في كنوع خاص (انسان فلورنس)، لكن مراجعي المقال شعروا أن الجمجمة على الرغم من حجمها تنتمي إلى جنس اشباه البشر.

## البنية التشريحية
أهم الملامح الواضحة في تحديد انسان فلوريس هي جسمه الصغير وصغر حجم الجمجمة. حدد براون وموروود أيضًا عددًا من الميزات الإضافية الأقل وضوحًا التي قد تميز انسان فلوريس عن الإنسان العاقل الحديث مثل شكل الأسنان، وغياب الذقن، وصغر زاوية رأس عظم العضد (عظم الذراع العلوي). تم فحص كل من هذه الصفات المميزة المفترضة بدقة من قبل المجتمع العلمي، حيث توصلت مجموعات بحثية مختلفة إلى نتائج مختلفة حول ما إذا كانت هذه الصفات تدعم التصنيف الأصلي كنوع جديد، أو ما إذا كانت تصنف انسان فلوريس على أنه انسان عاقل. [28] تشير دراسة أجريت في عام 2015 حول التشكل السني لـ 40 سنًا من أسنان انسان فلوريس مقارنة بـ 450 سن من أسنان الكائنات الحية والمنقرضة إلى أن انسان فلوريس لديه: «أشكال بدائية من الانياب الامامية وأضراس متقدمة»، وهي أشكال فريدة من نوعها لدى البشر. تشير دراسة طب الأسنان إلى أنَّ أصل انسان فلوريس هو الإنسان المنتصب.]
تحقق اكتشاف هياكل عظمية جزئية إضافية من وجود بعض الميزات في انسان فلوريس، مثل عدم وجود الذقن، ولكن ذكر الباحث يعقوب وفرق البحث الأخرى أن هذه الصفات لا تميز انسان فلوريس عن الإنسان العاقل الحديث المحلي. أكد العالم لايراس وآخرون استنادًا إلى الأشكال ثلاثية الأبعاد أن جمجمة إنسان فلوريس تختلف اختلافًا كبيرًا عن جميع جماجم الإنسان العاقل الحديث، بما في ذلك جماجم الأفراد الصغار وذوي الرأس الصغير (الصعل)، وتشبه جمجمة الإنسان المنتصب وحده. قال إيان تاتيرسال أنَّ هذا النوع يصنف بشكل خاطئ على أنه انسان فلورينس حيث أنه قديم جدًا ولا يصح تعيينه كجنس شبيه بالإنسان.

### الاجسام الصغيرة
تم اختيار المجموعة الأولى من البقايا التي تم العثور عليها لإنسان فلورينس كنماذج نوعية للأنواع المقترحة. الهيكل العظمي لإنسان فلوريس هو هيكل عظمي كامل إلى حد ما بما في ذلك جمجمة كاملة تقريبًا تعود لأنثى تبلغ من العمر 30 عامًا. تم تسمية هيكل LB1 سيدة فلوريس الصغيرة.
قُدر ارتفاع هيكل LB1 بنحو 1.06 م (3 أقدام و 6 بوصات). وتقدير ارتفاع الهيكل العظمي الثاني LB8 بنحو 1.09 م (3 أقدام و 7 بوصات) بناءً على قياسات قصبة الساق. تعتبر هذه التقديرات خارج نطاق الطول البشري الطبيعي وأقصر بكثير من متوسط طول البالغين بما في ذلك أقصر البشر المعاصرين مثل شعب مبوتي (أقصر من 1.5 متر، تعادل 4 قدم و11 بوصة)، وشعوب توا زسيمانغ (1.37 م، تعادل 4 أقدام و 6 بوصات للنساء الراشدات) في شبه جزيرة ملايو، أو شعب أندامانيس (1.37 م، يعادل 4 أقدام و 6 بوصات للنساء الراشدات).
تعتبر الاختلافات كبيرة بين الأقزام الحديثة وانسان فلوريس من حيث كتلة الجسم. قدرت كتلة جسم الهيكل العظمي LB1 بنحو 25 كجم (55 رطل). وهذا أصغر من نظيره الإنسان العاقل ومن الإنسان المنتصب الذي اقترحه براون وزملاؤه كسلف مباشر لإنسان فلوريس. وتعتبر أجسام LB1 و LB8 أيضًا أصغر إلى حد ما من أجسام أسترالوبيثكس الذي عاش منذ ثلاثة ملايين عام، لم يكن يُعتقد سابقًا أنهم توسعوا خارج إفريقيا. وبالتالي قد يكون LB1 و LB8 هما أقصر وأصغر أفراد الأسرة البشرية الواسعة المكتشفة حتى الآن.
تبدو العينات شبيهة بالإنسان المنتصب بصرف النظر عن حجم الجسم الصغير، وهو نوع معروف كان يعيش في جنوب شرق آسيا في وقت يتزامن مع اكتشافات سابقة يُزعم أنها لإنسان فلوريس. تشكل أوجه التشابه الملحوظة هذه أساس العلاقة التطورية المقترحة. وقد أبلغ الفريق عن عثوره على أدلة مادية (أدوات حجرية) في فلوريس تعود لزمن الإنسان المنتصب الذي وُجد منذ 840000 عام، ولكن لم يجدوا بقايا الإنسان المنتصب نفسه أو أشكاله الانتقالية.
اقترح براون بهدف تبرير القامة الصغيرة لإنسان فلوريس أنه وضمن البيئة الغذائية المحدودة في فلوريس تطور الإنسان المنتصب لحجم أصغر عن طريق التقزّم بشكل متدرج. وقد لوحظ هذا الانتواع لدى الأنواع الأخرى في فلوريس أيضًا نتيجة للضغوط الانتقائية التي تعمل على أفراد الجزيرة، بما في ذلك عدة أنواع من مخلوقات تشبه الفيل تسمى ستيجودون. (انقرضت أنواع ستيجودون القزمة في فلوريس قبل نحو 850000 عام وأتى مكانها أنواع أخرى من الحجم الطبيعي، والتي تطورت بعد ذلك أيضًا إلى شكل قزم واختفت منذ حوالي 12000 عام). تفترض هذه النظرية أنَّ الغابات الاستوائية المطيرة في الجزيرة تعتبر بيئة فقيرة من حيث السعرات الحرارية، مما يسبب ضغطًا غذائيًا على أشباه البشر وخاصة في غياب الزراعة. وتبعًا لانخفاض الموارد يتمتع الأفراد الأصغر بميزة إضافية بسبب انخفاض احتياجاتهم من الطاقة. يمكن أن يؤثر هذا الانتقاء أيضًا على الأعضاء الحسية مثل الدماغ بشكل كبير، والذي يمكن أن يفسر الحجم الصغير داخل الجمجمة الموجود في انسان فلوريس.
انتقد تيكو يعقوب وزملاؤه فرضية التقزّم المتدرج وقالوا أنّ LB1 يشبه شعوب بيغمي التي تسكن قرية رامباساسا في فلوريس، وقالوا أنّ هذا الحجم يمكن أن يختلف اختلافًا كبيرًا في مجموعات بيغمي. وخلصت دراسة أجريت في عام 2018 إلى أنّ أقزام رامباساسا لا تملك أي علاقة بإنسان فلوريس وتمثل تطوراً مستقلاً للقامة الصغيرة عبر التقزم المتدرج.